# Choerodon robustus
 Choerodon robustus és una espècie de peix de la família dels làbrids i de l'ordre dels perciformes.

## Morfologia
Els mascles poden assolir els 35 cm de longitud total.

## Distribució geogràfica
Es troba des del Mar Roig i el Golf Pèrsic fins a Moçambic i Maurici. També a Indonèsia i al sud del Japó.